# SimCity BuildIt
SimCity BuildIt is een stedenbouwsimulatiespel voor de mobiele besturingssystemen Android en iOS. Het spel is ontwikkeld door Maxis en uitgegeven door Electronic Arts op 16 december 2014.

## Mobiele app
SimCity BuildIt is een mobiele variant van de bekende SimCity-serie, BuildIt betekent letterlijk 'bouw het'. Het spel is gratis te downloaden en bevat microtransacties. In het spel kan de speler een eigen stad bouwen. Het spel vereist Android 4.0 of iOS 8.0 of nieuwer. De app is op Google Play meer dan 50 miljoen keer gedownload.
Sinds versie 1.24.3.78532 kan de speler vanaf niveau 25 (en hoger) naast de gebouwde stad ook nog andere regio's vrij spelen.

## Kritiek
Nadat de ontwikkelaars van SimCity BuildIt het onderdeel cluboorlog hadden toegevoegd, kwam er veel kritiek. Spelers wilden niet vechten in het spel, en vonden dit geen onderdeel van de gameplay.